# Conus weltoni
Conus weltoni é uma espécie de gastrópode do gênero Conus, pertencente a família Conidae.